# Children 18:3
Children 18:3 é uma banda de punk cristão formada em Morris, Minnesota em 1999.
É formada por três irmãos, que foram educados em casa  David, Lee Marie e Seth Hostetter. As vocais são partilhadas por David e Lee Marie.
O nome da banda refere-se a uma passagem da Bíblia, «E ele disse: Digo-te a verdade, a não ser que mudes e te tornes uma criança, ou nunca entrarás no reino dos céus.» (Mateus 18:3).

## História

### Formação e álbum de estreia
Children 18:3 foi originalmente formada como uma banda independente. Lançaram dois Eps, Places I Don't Want To Go de 2004 e Songs of Desperation de 2006. Após a edição do EP de 2006, tiveram o reconhecimento da gravadora Tooth & Nail Records por Brandon Ebel, que assinou contrato com a banda em Janeiro de 2007.
A banda editou o seu álbum homónimo, Children 18:3, a 26 de Fevereiro de 2008. O primeiro single foi "You Know We're All So Fond of Dying", e atingiu o nº 17 do ChristianRock.Net.
O website de música cristã Jesus Freak Hideout nomeou o próximo álbum da banda, como o sexto mais aguardado do ano.
A 30 de Janeiro de 2009, Seth relatou no seu facebook que a banda está atualmente a gravar demos para o próximo disco. Será editado ainda durante 2009.

## Membros
- David Hostetter – vocal, guitarra
- Lee Marie Hostetter – vocal de apoio, baixo
- Seth Hostetter – bateria

## Discografia

### Eps
- 2004 - Places I Don't Want To Go
- 2006 - Songs of Desperation

### Álbuns de estúdio
- 2008 – Children 18:3
- 2010 - Rain's a Comin'
- 2010 - On The Run'

### Participações em compilações
- 2007 - "LCM", A Not So Silent Night!
- 2009 - "All My Balloons", Songs From The Penalty Box, Tooth & Nail Volume 6